# جنوب 32
شركة جنوب 32 المحدودة هي شركة تعدين ومعادن ، مقرها الرئيسي في بيرث ، غرب أستراليا. انفصلت عن شركة بي اتش بي في 18 مايو 2015. وهي مدرجة في بورصة الأوراق المالية الأسترالية، ولها أيضًا إدراجات ثانوية في بورصتي جوهانسبرغ ولندن.